# Piz Cam
Piz Cam är en bergstopp i Schweiz.   Den ligger i regionen Maloja och kantonen Graubünden, i den sydöstra delen av landet, 180 km öster om huvudstaden Bern. Toppen på Piz Cam är 2 634 meter över havet, eller 178 meter över den omgivande terrängen. Bredden vid basen är 1,4 km.
Terrängen runt Piz Cam är huvudsakligen bergig, men norrut är den kuperad. Runt Piz Cam är det glesbefolkat, med 8 invånare per kvadratkilometer.. Närmaste större samhälle är Silvaplana, 17,2 km nordost om Piz Cam. 
Trakten runt Piz Cam består i huvudsak av gräsmarker.